# Giuse Đặng Đình Viên
Svatý Giuse Đặng Đình Viên (1785, Tiên Chu – 21. srpna 1838, Hanoi) byl vietnamský římskokatolický kněz a mučedník.

## Život
Narodil se roku 1785 ve vesnici Tiên Chu v provincii Hung Yen. Ve svém mládí žil a studoval ve své rodné vesnici. 
Po smrti svých rodičů se rozhodl stát knězem a vstoupil do kněžského semináře. Roku 1821 byl vysvěcen na kněze a stal se knez ve vesnici Lục Thủy v provincii Nam Dinh. Následně působil v Đông Bài, Thiết Nham, Như Thiết, An Mỹ. Posledním působištěm se stalo město Hung Yen. Všude se stal známý jako zbožný a pilný kněz, který byl milován věřícími.
Dne 17. dubna 1838 byl zatčen učitel Vũ Văn Lân, kterého poslal otec Giuse pro posvěcený olej na Zelený čtvrtek. Také po něm poslal šest dopisů pro dva biskupy a misionáře. Výše uvedené dopisy nečekaně způsobily krvavé pronásledování křesťanů guvernérem Trịnh Quang Khanhem na území provincií Nam Dinh a Hung Yen.
Aby zatkli Viêna, museli podplatit dva katolíky, kteří byli jeho příbuzní z otcovy strany. Dne 1. srpna 1838 byl v Cầu Chay u města Như Thiết obklíčen vojáky. Mohl se schovat v hustém třtinovém poli ale když uslyšel křik mučeného dítěte hospodáře, vystoupil vpřed a vydal se vojákům pro záchranu dítěte. Byl mučen a nucen vzdát se své víry což neučinil.
Dne 21. srpna se jej znovu snažili přesvědčit aby se vzdal své víry ale otec Giuse znovu odmítl a proto byl ve stejný den odsouzen k trestu smrti a popraven. Před popravou odpustil dvěma katolíkům, kteří jej udali, snědl trochu rýže, poklekl a modlil se. Pohřben byl za účasti asi 300 věřících v jeho rodné vesnici Tiên Chu.

## Proces svatořečení
Proces blahořečení byl zahájen v diecézi Thai Binh. Dne 2. července 1899 uznal papež Lev XIII. jeho mučednictví. Blahořečen byl 27. května 1900 ve skupině 50 mučedníků Vietnamu.
Dne 18. dubna 1986 byly sjednoceny procesy svatořečení vietnamských mučedníků a 5. června 1986 bylo rozhodnuto o jejich kanonizaci. Svatořečen byl 19. června 1988 papežem Janem Pavlem II. ve skupině 117 mučedníků Vietnamu.

## Liturgická oslava
Luturgická oslava připadá na 21. srpna. 